# Киевская контрактовая ярмарка

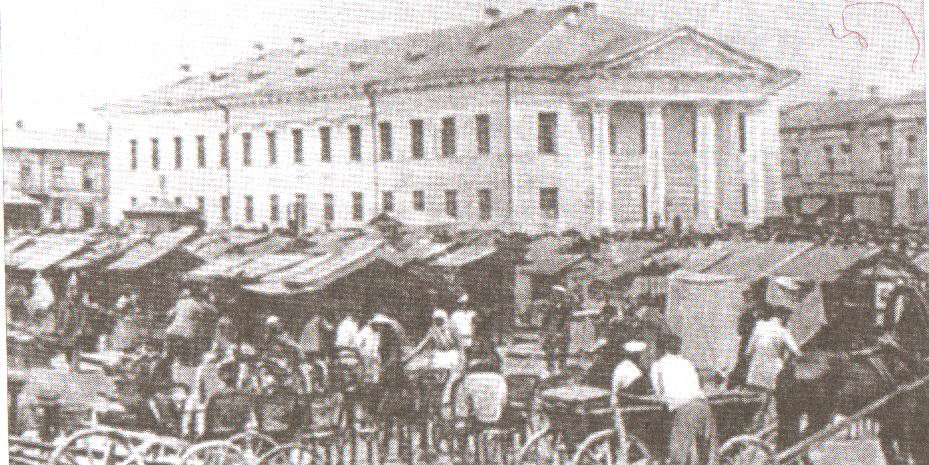
Киевская контрактовая ярмарка, фото конца XIX века

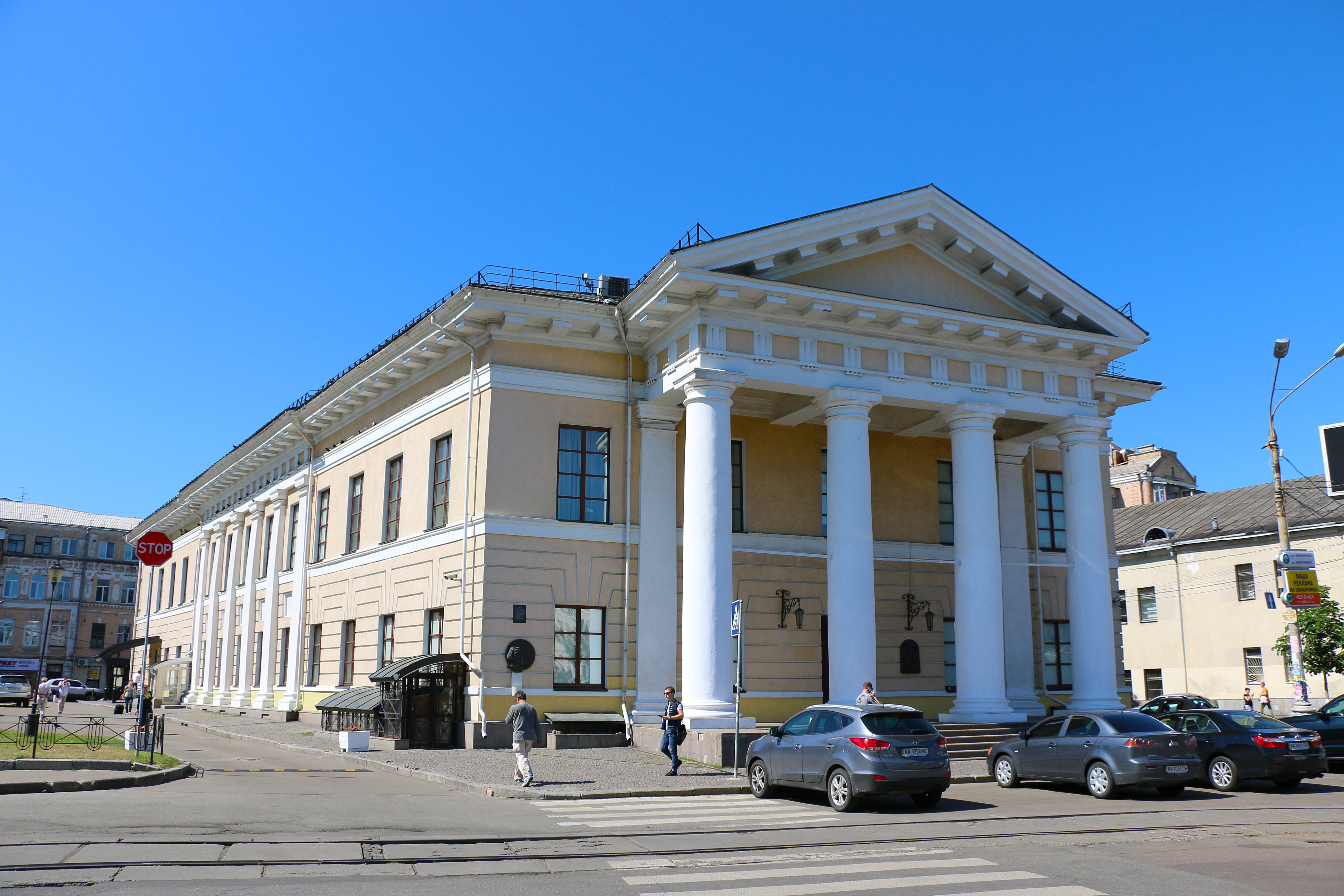
Современный вид Контрактового дома на Подоле в Киеве, июнь 2015 года

Киевская контрактовая ярмарка (укр. Київський контрактовий ярмарок) — торговая и контрактовая ярмарка в Киеве на Подоле, действовавшая в 1797—1930 годах, на которой заключались торговые и кредитные соглашения. Сыграла значительную роль в экономической жизни Российской империи, в частности Юго-Западного края, в который входили украинские земли.

## История
К 1775 году контрактовая ярмарка на территории Украины действовала во Львове. Сюда во время рождественских праздников съезжались шляхтичи с целью получения кредита под залог имения, продажи, заклада в аренду имений, погашения долгов, заключения договоров купли-продажи хлеба и другой сельскохозяйственной продукции. Эти контракты-соглашения имели решающее значение в деятельности ярмарки. После разделов Речи Посполитой в 1772, 1793 и 1795 годах контракты были перенесены сначала в город Дубно (собиралось 30 000 человек), а в 1797 году — в Киев как центр экономической и культурной жизни всего Юго-Западного края.
В Киеве ярмарка по времени её проведения получила дополнительное название — Крещенская, а с середины XIX века — Сретенская. Первые контракты в Киеве были заключены 15 января 1798 года и с тех пор ярмарка проводилась регулярно. На Киевскую контрактовую ярмарку прибывало немало польских панов и вельмож с бочками золота и серебра, купцы и предприниматели из разных концов Российской империи, Пруссии, Франции, Англии, Италии, Дании, Греции и т. д. Контрактовые соглашения заключались в городском магистрате, а с 1811 года — в Контрактовом доме на Подоле, в частности, его первом здании, а уже через 7 лет — в Контрактовом доме, построенном в 1815—1817 годах украинским и английским архитекторами Андреем Меленским и В. И. Гесте.
Главным предметом контрактов были по-прежнему заклады, продажа и аренда имений. Из всех оборотов контрактовой ярмарки, которые в начале 1840-х достигали 1,6—1,8 миллионов рублей, 40-60 % приходилось на операции с недвижимостью. Первые удары Киевской контрактовой ярмарке нанесены польскими восстаниями 1830—1831 и 1863—1864 годов, после которых она уже не могла подняться до прежних показателей. Так, газета «Киевская биржа» сообщала в 1913 году:
Не слышно оживления в операциях по купле-продаже имений ... Из сахарных заводов из рук в руки перешёл на контрактах только один.
На Киевской контрактовой ярмарке осуществлялись также кредитные операции. При проведении ярмарки в городе Дубно весь кредит был сосредоточен в руках князя А. Понинского, а после — П. Потоцкого. В начале XIX века, после разорения П. Потоцкого и других банкирских домов, кредитование осуществляли еврейские банкиры Бердичева и Одессы, которые поддерживали контакты с крупными банками Западной Европы. Обороты банкирских контор в течение 1836—1851 годов достигали от 1,3 до 2,25 миллионов рублей, с незначительным падением в 1839—1844 годах. С ростом банковской системы во второй половине XIX века большое влияние на контрактовые операции получил Русский банк для внешней торговли (1894 год), который обслуживал сахарную промышленность.
С контрактами была тесно связана и торговля, преимущественно хлебом. В Киев для осуществления главных хлебных закупок, проведения расчётов прибывали купцы из Пинска, Бреста, Шклова (сейчас все города — в Белоруссии), Проскурова (ныне город Хмельницкий), Староконстантинова, Кременчуга и других городов. Киевская ярмарка устанавливала цены на хлеб, которыми руководствовались и на других ярмарках. Упадок хлебной торговли на Киевской Контрактовой ярмарке начался с подъёмом Одессы как мощного центра во внешней торговле хлебом, а железнодорожное строительство южнее Киева довершило этот процесс.
Зато Киевская контрактовая ярмарка взяла на себя ведущую роль в торговле сахаром. Субъектами ярмарки с середины XIX века стали директора и служащие заводов и экономий. С середины 1870-х большинство сделок на сахар заключалась через биржу, а контракты отмежёвывались от ярмарки. Киевская контрактовая ярмарка продолжала проводить розничную торговлю, обороты которой постепенно падали. В 1870—1874 годах привезено товаров на 2,2 миллиона рублей, а в 1884 году — только на 0,565 млн. рублей.
В феврале 1917 года ярмарочный флаг поднимался последний раз, ведь после Октябрьского переворота ярмарка практически прекратила своё существование.
В 1923 году сделана попытка возродить Киевскую контрактовую ярмарку, тогда она собрала 428 участников, в т.ч. 70 — от иностранных фирм. Прекратила свою деятельность ярмарка окончательно в 1930 году.
15 марта 1994 года, уже в независимой Украине, снова восстановлена Киевская контрактовая ярмарка под названием «Киевская международная контрактовая ярмарка», но её работа носит скорее показательный и выставочный характер.
С 2016 года по инициативе неравнодушных предпринимателей Киева, проведение ярмарки «Киевские Контракты» было восстановлено на постоянной основе. Местом проведения ярмарки традиционно выступает Контрактовая площадь в городе Киеве. На сегодняшний день проект предусматривает реализацию следующих функций (направлений): (1) Экономическое направление — поддержка и популяризация национального производителя (продовольственных / непродовольственных товаров), украинских handmade-мастеров с целью формирования спроса и ознакомления потребителей с лучшими украинскими товарами; (2) Культурное направление — возрождение украинских традиций ярмарок путём проведения торговых и культурных акций в рамках ярмарки; (3) Туристическое направление — продвижение туристического потенциала столицы и Украины в целом с целью привлечения местных и иностранных туристов, развития сферы гостеприимства регионов.

## Память

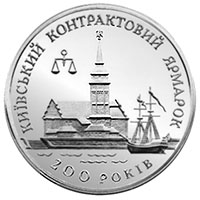
Юбилейная монета

16 октября 1997 года Национальный банк Украины ввёл в обращение памятную монету «Киевская контрактовая ярмарка» посвящённую 200-летию с начала функционирования (с 1797) в Киеве контрактовой ярмарки — важного ежегодного события коммерческо-торговой и общественно-политической жизни в Украине конца XVIII — начала XX века.